# AC72

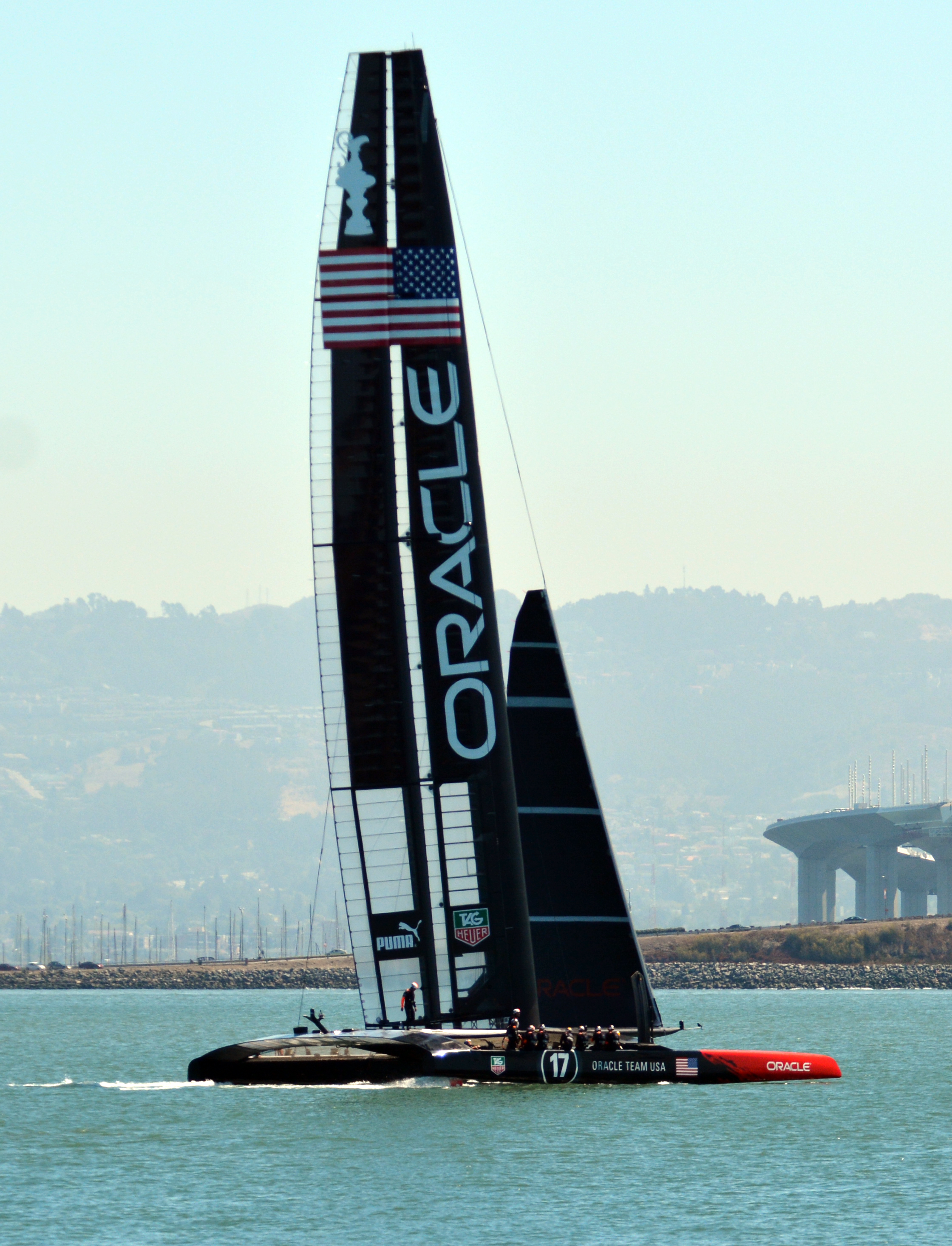
Jednostka AC72 Team Oracle

AC72 – klasa jachtów stworzona na potrzeby 34' Regat o Puchar Ameryki. Dwukadłubowa jednostka, napędzana sztywnym płatem – skrzydłem. Klasyczne miecze zastąpiono hydropłetwą, pozwalającą wznieść kadłuby nad taflę wody by zminimalizować tarcie.

## Kontekst
W latach 1992–2007 Regaty o Puchar Ameryki rozgrywane były na jednostkach IACC. Pojawiły się sugestie, że formuła regat oparta na tej klasie już się wyczerpała. Zaproponowano stworzenie nowej klasy – większych i bardziej zaawansowanych łodzi. Klasa ta miała nosić nazwę AC90 a jej debiut planowano na 33' Puchar Ameryki. Batalie sądowe prowadzone przez pretendentów wymusiły odsunięcie w czasie wprowadzenia jednostek AC90, a porażka obrońców pucharu w 2010 roku ostatecznie przypieczętowała rezygnację z tej klasy.
Decyzją komitetu organizacyjnego 34' Regaty o Puchar Ameryki miały się odbyć z wykorzystaniem jednostek klasy AC72.

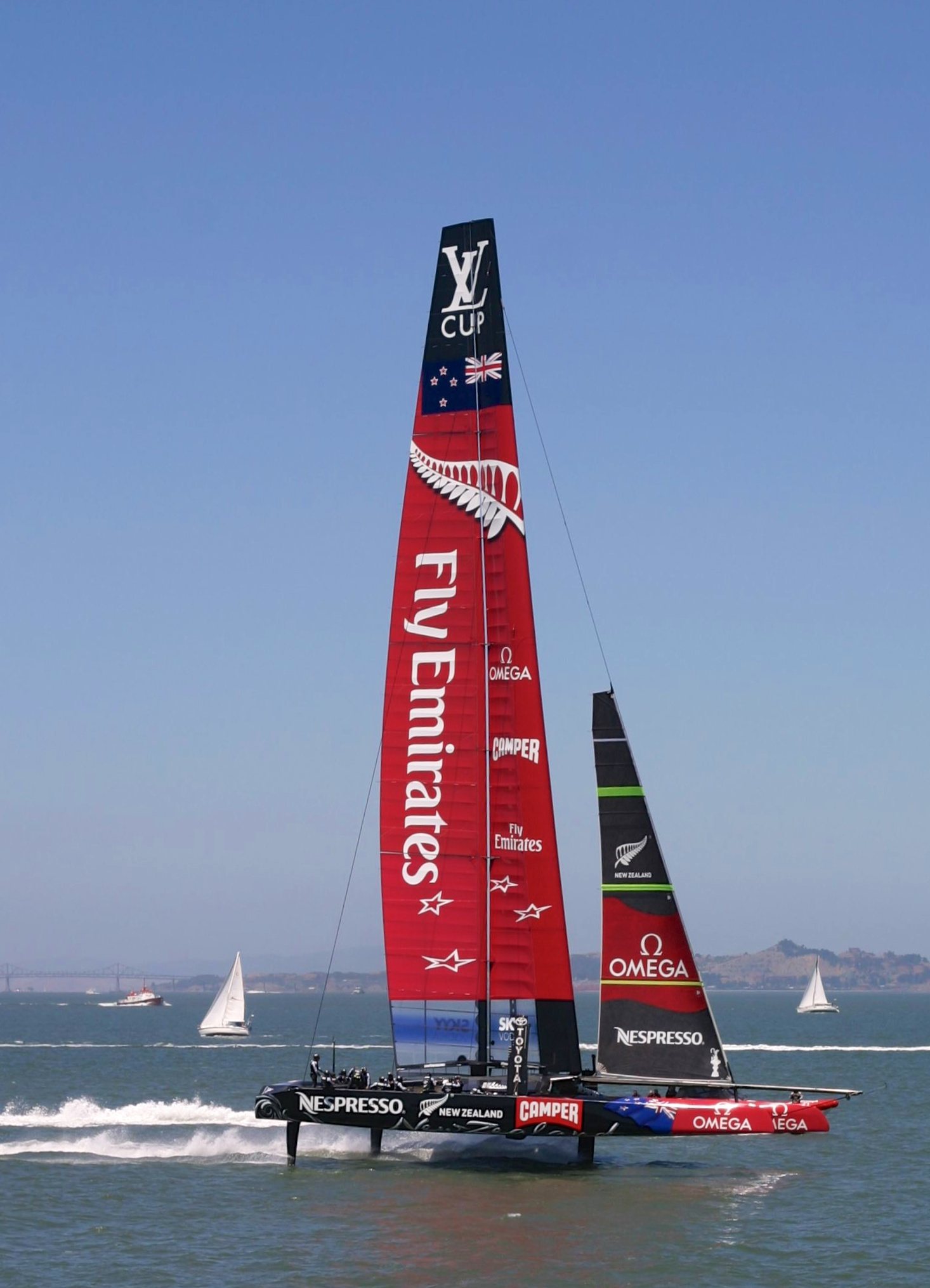
Jednostka AC72 Emirates Team New Zealand

## Specyfikacja
Zdefiniowane parametry jednostek:
- ilość kadłubów 2 – katamaran
- długość 86 stóp (ok. 26,2 m.)
- długość linii wodnej jachtu 72,2 stóp (ok. 22 m.)
- szerokość ok. 45,9 stóp (ok. 14 m.)
- zanurzenie do 4,4 m.
- waga 5,9 tony
- napędzane sztywnym płatem – żagiel-skrzydło o powierzchni 260 m. kw.
- wyporność 7 ton
- prędkość maksymalna 45 węzłów
- liczba członków załogi 11 osób

Ideą przyświecająca stworzenie tej klasy było uatrakcyjnienie wyścigów. Nowe jednostki miały żeglować przy wietrze od 5 do 35 węzłów i już przy 18 osiągać prędkość 40 węzłów.

## Zbudowane jednostki AC72
| Syndykat                  | Stocznia       | Data zwodowania      | Nazwa                |
| ------------------------- | -------------- | -------------------- | -------------------- |
| Emirates Team New Zealand | Cookson Boats  | 21 lipca 2012        | New Zealand          |
| Oracle Team USA           | Oracle Racing  | 30 sierpnia 2012     | 17                   |
| Luna Rossa                | Persico Marine | 26 października 2012 | Luna Rossa           |
| Artemis Racing            | King Marine    | 3 listopada 2012     |                      |
| Emirates Team New Zealand | Cookson Boats  | 3 lutego 2013        | New Zealand Aotearoa |
| Oracle Team USA           | Oracle Racing  | 23 kwietnia 2013     | Oracle Team USA 17   |
| Artemis Racing            | King Marine    | 22 lipca 2013        | Artemis Racing       |

## Incydenty
Już na etapie projektowania jednostek pojawiały się informacje, że nowa klasa będzie wyzwaniem samym w sobie, a jej opanowanie przez załogę będzie kluczem do sukcesu w regatach. Sama wiedza nie wystarczyła żeby ustrzec się przed wypadkami:
- 17 października 2012 jednostka Teamu Oracle w trakcie manewru odpadania zanurkowała dziobami pod wodę co zakończyło się wywrotką (ang. capsize). W jej wyniku kompletnie zniszczony został sztywny płat (skrzydło) wart ok. 2 mln euro.
- 9 maja 2013 roku tragiczna w skutkach wywrotka jednostki Artemis, w wyniku której śmierć poniósł Andrew "Bart" Simpson.

Nie uniknięto także przygód w trakcie regat:
- w pierwszym wyścigu katamaran Emirates Team New Zealand częściowo nurkuje pod wodę gubiąc dwóch członków załogi. Uszkodzeniu ulegają niektóre elementy wyposażenia jednostki.
- w ósmym wyścigu załoga katamaranu Emirates Team New Zealand traci nad nim panowanie. Odzyskanie kontroli chroni AC72 przed wywrotką, jednak straconego czasu i tym samym dystansu nie udaje się już w tym biegu odrobić.
- w osiemnastym wyścigu katamaran Oracle Team Racing częściowo nurkuje pod wodę, drobna strata czasowa to jedyna konsekwencja incydentu.